# Бул (Доња Рајна)
Бул (фр. Buhl) насеље је и општина у источној Француској у региону Алзас, у департману Доња Рајна која припада префектури Висембург.
По подацима из 2011. године у општини је живело 518 становника, а густина насељености је износила 117,73 становника/km². Општина се простире на површини од 4,4 km². Налази се на средњој надморској висини од 140 метара (максималној 178 m, а минималној 125 m).

## Демографија
| 1962. | 1968. | 1975. | 1982. | 1990. | 1999. | 2011. |
| ----- | ----- | ----- | ----- | ----- | ----- | ----- |
| 386   | 388   | 394   | 391   | 435   | 508   | 518   |

График промене броја становника у току последњих година